# Добруджанска къща (Алфатар)
Добруджанска къща с етнографска експозиция е туристически обект в Алфатар.

## История
Къщата е построена през 1893 г. и е туристически обект от 1984 г. Представлява едноетажна постройка с ниско приземие и етаж с пруст и издаден напред кьошк. В къщата има четири помещения: стая с огнище (къща със соска), помещение за посрещане на гости и за спане (соба), одая и горняк. Зад одаята, с вход откъм двора, е оборът за добитъка, който е долепен до лятната кухня – пишника (пещник).

## Експозиция
Уредената етнографската експозиция ппредставя добруджанското жилище в периода от края на XIX до средата на XX век. Тя е център за демонстрация на автентичен добруджански фолклор и обичаи. В стаите са представени традиционни за селището тъкани, вълнени черги, автентични кърпи и везани възглавници. В помещението с огнище е подредена цялата покъщнина на тогавашната домакиня: паници, сахани, тигани, тасове, нощва, пакода за хляба, гърнета, тави, менци за вода. В горняка, покрай стените направо на пода, са наредени делви, оцетарници, гърнета за мас и динен мед, качета за сирене. По стените са забити дървени куки, на които са окачени мъжки и женски дрехи, торби, прежди. В пишника се представя живота на семейството през летните дни. В него се пече хлябът, а с него се храни семейството. В одаята е показан интериорът на традиционната къща от 30-те – 40-те години на XX век. Тогава в селското жилище навлизат елементи от градския интериор: кревати и масички със струговани детайли, скринове, грамофони, тоалетки с красиви огледала, столове с високи и извити облегала, дребни, но изящни предмети за украса, оригинални тъкани и плетива. Представена е и експозиция на лозаро-винарството, с характерни оръдия и сечива за обработка на земята, съдове за прибиране на гроздето и съхранение на виното.